# Barzy-sur-Marne
Barzy-sur-Marne é uma comuna francesa na região administrativa de Altos da França, no departamento de Aisne. Estende-se por uma área de 7,55 km². Em 2010 a comuna tinha 394 habitantes (densidade: 52,2 hab./km²).